# Przejście graniczne Tarnkowa-Bohušov
Przejście graniczne Tarnkowa-Bohušov – polsko-czeskie przejście graniczne małego ruchu granicznego położone w województwie opolskim, w powiecie głubczyckim, w gminie Głubczyce, w miejscowości Tarnkowa, zlikwidowane w 2002.

## Opis
Przejście graniczne Tarnkowa-Bohušov, zostało utworzone 19 lutego 1996 w rejonie znaku granicznego nr II (IV)/117 . Czynne było codziennie w godz 6.00–22.00. Dopuszczony był ruch pieszych, rowerzystów, motorowerami o pojemności skokowej silnika do 50 cm³ i transportem rolniczym. Odprawę graniczną i celną wykonywały organy Straży Granicznej. Doraźnie kontrolę graniczną i celną osób, towarów oraz środków transportu wykonywała Strażnica SG w Pomorzowicach.
Do przejścia granicznego można było dojechać drogą wojewódzką nr 416, zjazd na południe w miejscowości Kietlice, dalej przez Ściborzyce Małe, Pomorzowiczki, Tarnkowa lub z miejscowości Głubczyce, Aleją Lipową przed miejscowością Tarnkowa.
Przejście graniczne w 2002 zostało zlikwidowane .

### Przejście graniczne z Czechosłowacją
W okresie istnienia Czechosłowackiej Republiki Socjalistycznej funkcjonowało w tym miejscu polsko-czechosłowackie przejście graniczne małego ruchu granicznego Tarnkowa-Bohušov – II kategorii. Zostało utworzone 13 kwietnia 1960. Dopuszczony był ruch osób i środków transportu na podstawie przepustek w związku z użytkowaniem gruntów. Otwierane było po wzajemnym uzgodnieniu umawiających się stron. Odprawę graniczną i celną wykonywały organy Wojsk Ochrony Pogranicza. Kontrolę graniczną i celną osób, towarów oraz środków transportu wykonywała Strażnica WOP Pomorzowice.
Formalnie przejście graniczne zostało zlikwidowane 24 maja 1985.

## Galeria

Przejście graniczne Tarnkowa-Bohušov
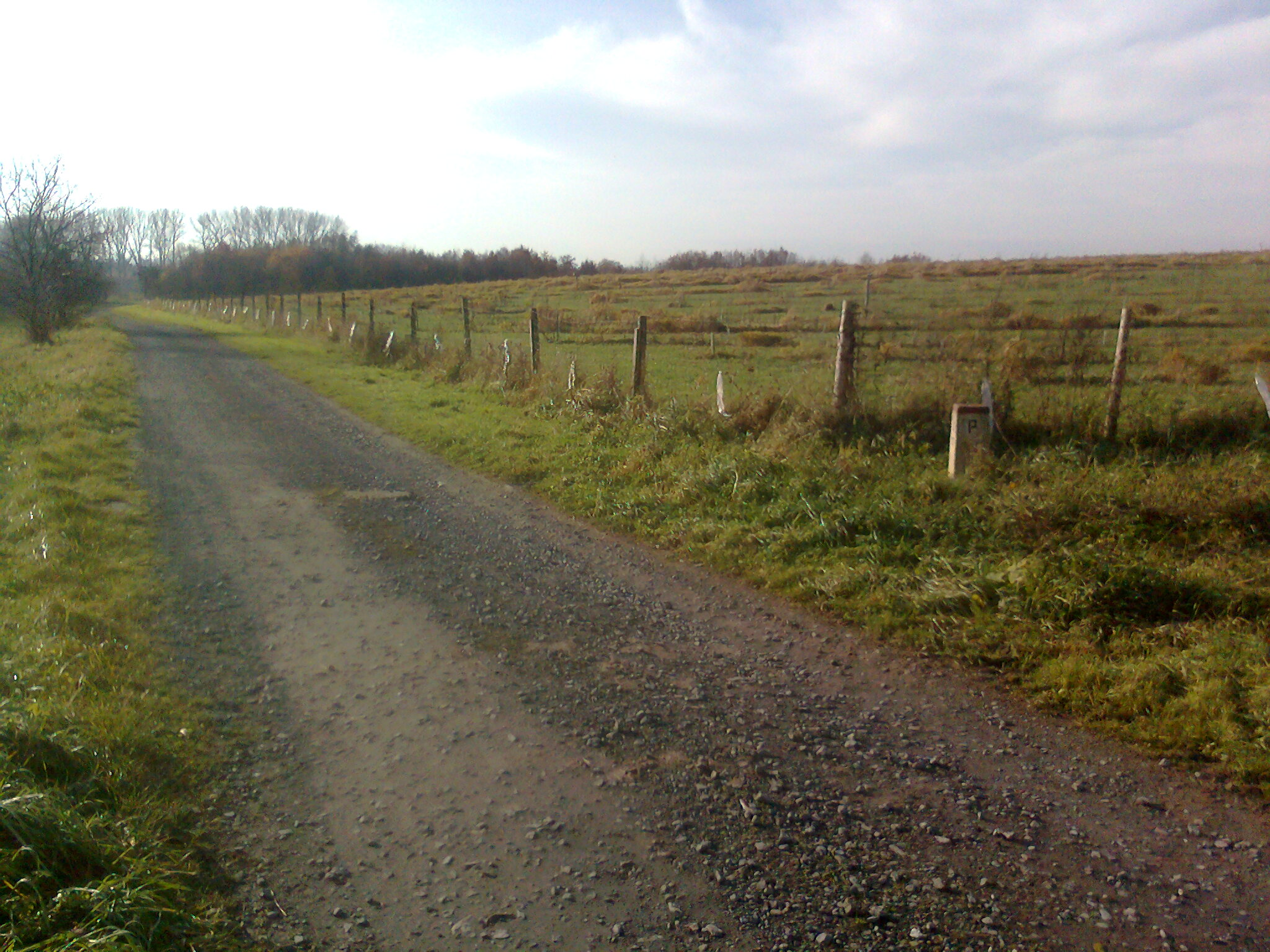
Widok od strony RP (listopad 2014)
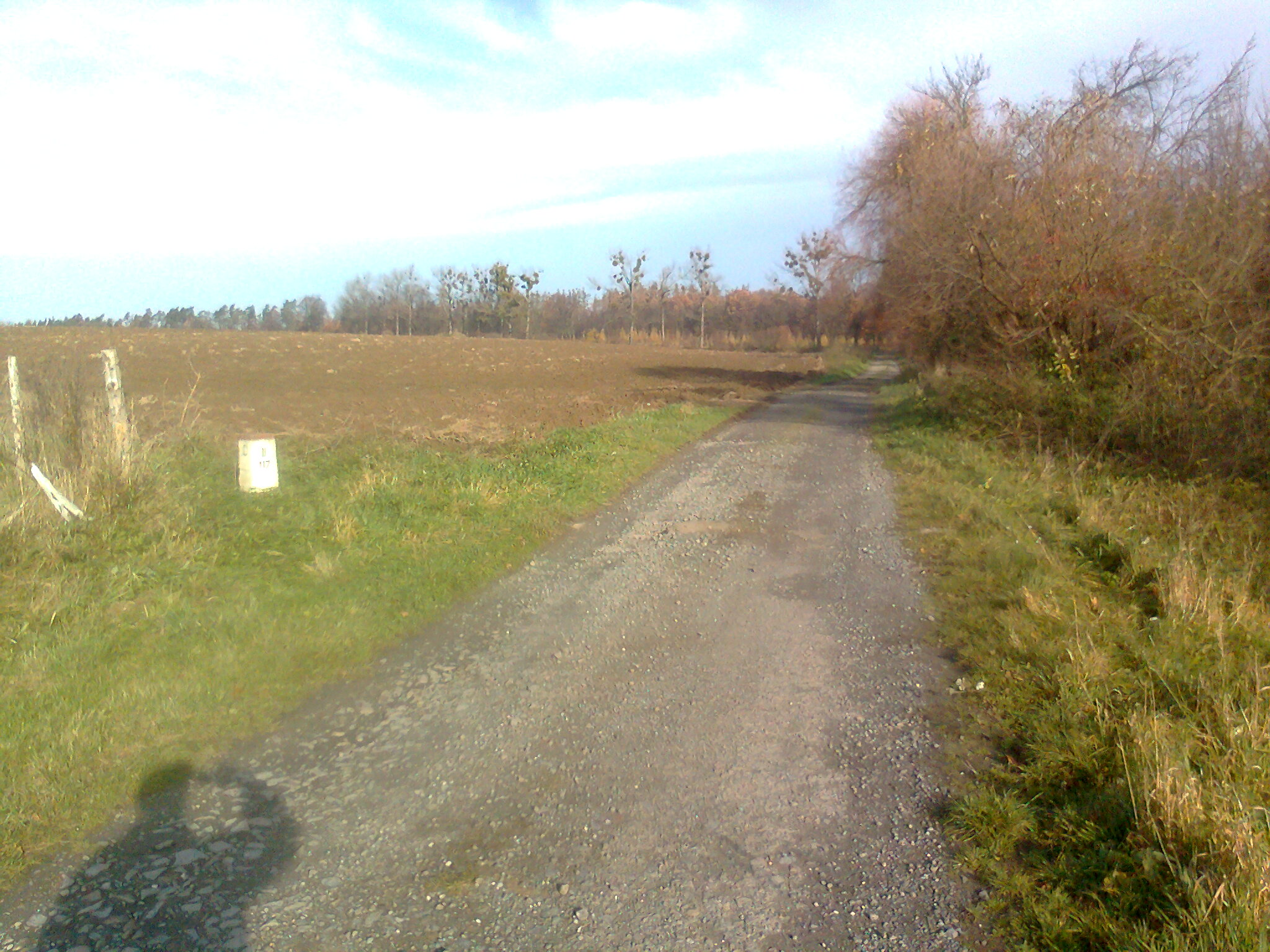
Widok od strony RCz (listopad 2014)